# ムルムル

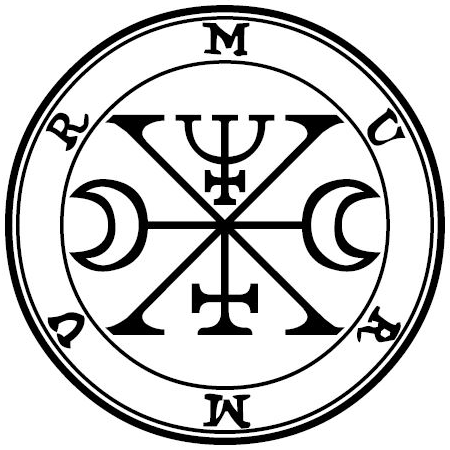
『ゴエティア』に記されたムルムルのシジル

ムルムルまたはミュルミュール（Murmur）は、悪魔学における悪魔の一人。

## 概要
ムルムス（Murmus）、ムルムクス（Murmux）とも呼ばれる。murmurという単語は、ラテン語で「ささやき」「うなり声」などを意味する。
『ゴエティア』によると序列54番の地獄の大公爵にして伯爵であり、30の軍団を率いる。堕天する前は、座天使および天使の階級であった。
召喚の際には、トランペットが高らかに鳴り響く中、2人の家臣の先導のもと、ハゲワシまたはグリフォンに騎乗して公爵冠を被った兵士の姿をとって現れる。死者の魂を呼び出して質問に答えさせることや哲学に長じている。『地獄の辞典』では「音楽の魔神」とされている。